# アフロディテス・チャイルド
アフロディテス・チャイルド(別記) (Aphrodite's Child)は、ギリシャ出身のメンバーで構成されたロック・バンド。ただし主な活動地域は異なる(概歴を参照)。

## カナ表記
当該バンドのカナ表記は記述者及び時期によって異なる場合がある。
アフロディテス・チャイルド
- 1994年リリース版CDの『666 - アフロディテス・チャイルドの不思議な世界』に使用された呼称。
- ヴァンゲリスのアルバム『螺旋 (RCAレコード)』、『大地の祭礼 (ポリドール)』、『ダイレクト (アリスタ)』、『シティ (WEA)』等の国内盤CDのライナーノーツに記載された呼称。
- 黒田史朗著『イエス』(1979年発行)に記載された呼称。

アフロディティス・チャイルド
- ヴァンゲリスのアルバム『反射率0.39』国内盤LP/CDのライナーノーツに記載された呼称。

アフロディーテズ・チャイルド
- 当該バンドのアルバムのひとつ『666』の、2008年現在で最も新しくリリースされた国内盤CD2004年版(ユニバーサル・ミュージック)のオビに記載された呼称。
- 2003年リリースの『オデッセイ』の国内盤CD(ユニバーサル・ミュージック)のライナーノーツに記載された呼称。

現在、本項では上の各資料に於いて最も頻繁に登場するカナ表記を用いている。
ただし、本人たちは、アルバム『イッツ・ファイブ・オクロック』の２曲目、「Wake Up」で、「アフロダイティス・チャイルド」と発音している。

## 概歴
ヴァンゲリス・パパタナシュー（Vangelis Papathanassiou、キーボード）、デミス・ルソス(Demis Roussos、ボーカルとベース)、ルカス・シデラス(Loukas Sideras、ドラムス)、アナギロス・クルリス（Anargyros "Silver" Koulouris、ギター）の4人が、1967年にギリシャで結成したバンドが母体。
1968年、軍事クーデターを機に、兵役中だったクルリス以外の3人が国際的な活躍の場を求めてイギリスに向かうが、労働ビザの関係でフランスに居留する事になり、そこで本バンドを結成。シングル「雨と涙 (Rain and Tears)」をリリースし、ヨーロッパ全域でヒットした。その後も、2枚のアルバム『エンド・オブ・ザ・ワールド』(1968年)、『イッツ・ファイブ・オクロック』(1969年)をリリースし、ヨーロッパを中心に活動。イタリアのサンレモ音楽祭にも出場する。

曲のほとんどをヴァンゲリスが作曲している。

ヴァンゲリスと他の2人のメンバーとの意見の違いから一旦解散するが、レコード会社との契約を満たすために、クルリスも合流して再結成し、1971年にLP２枚組のコンセプト・アルバム『666 - アフロディテス・チャイルドの不思議な世界』をリリース。その後、正式に解散した。

ヴァンゲリスはシンセサイザーを中心としたマルチ・キーボード奏者・作曲家として世界的に活躍。

デミス・ルソスは欧州を中心にポピュラーシンガーとしてヒット曲を連発。

シデラスもソロで数枚のアルバムを発表した後、プロデューサーに転身。また1975年にはキーボード奏者で作曲家のラキス・ヴラヴィアノス（Lakis Vlavianos）らとイプシロン（Ypsilon）を結成し2枚のアルバム（『Morning Sunrise』と『Alien child』）を発表している。

クルリスは、スタジオ・ミュージシャンとして多くのアーティストのアルバム等に参加している。
デミス・ルソスは2015年1月25日に死去。

## ディスコグラフィ

### アルバム
- 『エンド・オブ・ザ・ワールド』 - End of the World (1968年)
- 『イッツ・ファイブ・オクロック』 - It's Five O'Clock (1969年)
- 『666 - アフロディテス・チャイルドの不思議な世界』 - 666 (1972年)

### シングル
- "Plastics Nevermore" / "The Other People" (1968年)
- "Rain and Tears" / "Don't Try to Catch a River" (1968年)
- "End of the World" / "You Always Stand in My Way" (1969年)
- "Valley of Sadness" / "Mister Thomas" (1969年)
- "Lontano dagli occhi" / "Quando l'amore diventa poesia" (1969年)
- "I Want to Live" / "Magic Mirror" (1969年)
- "Let Me Love, Let Me Live" / "Marie Jolie" (1969年)
- "It's Five O'clock" / "Wake Up" (1970年)
- "Spring, Summer, Winter and Fall" / "Air" (1970年)
- "Such a Funny Night" / "Annabella" (1970年)
- "Break" / "Babylon" (1972年)

### コンピレーション・アルバム
- Reflection (1971年)
- Best of Aphrodite's Child (1980年)
- Aphrodite's Child's Greatest Hits (1995年)
- The Singles (1995年)
- The Complete Collection (Aphrodite's Child) (1996年)
- Babylon the Great：An Introduction to Aphrodite's Child (2002年)
- The Singles+ (2003年)